# Elimiotes
Els elimiotes (grec antic: Ἐλιμιῶται) foren una de les tribus dels epirotes, que vivia al país anomenat Elimea, i que van quedar sotmesos al Regne de Macedònia al segle iv aC, segons diuen Claudi Ptolemeu i Estrabó. Apareixen els noms d'alguns dels seus reis a les obres de Tucídides